# Notoxus bonadonai
Notoxus bonadonai es una especie de coleóptero de la familia Anthicidae.

## Distribución geográfica
Habita en Malaui.